# Орден «Родительская слава»
О́рден «Роди́тельская сла́ва» — государственная награда Российской Федерации. Учреждён Указом президента Российской Федерации от 13 мая 2008 года № 775.
Орден вручается гражданам Российской Федерации за большие заслуги в укреплении института семьи и воспитании детей. При награждении одному из родителей (усыновителей) выплачивается единовременное пособие в 500 тыс. рублей (с 2022 г.) . 

## Статутордена

### Статут в 2008—2010 годах
Орденом «Родительская слава» награждаются родители (усыновители), состоящие в браке, заключенном в органах записи актов гражданского состояния, либо, в случае неполной семьи, один из родителей (усыновителей), которые воспитывают и (или) воспитали семерых и более детей — граждан Российской Федерации, образуют социально ответственную семью, ведут здоровый образ жизни, обеспечивают надлежащий уровень заботы о здоровье, образовании, физическом, духовном и нравственном развитии детей, полное и гармоничное развитие их личности, подают пример в укреплении института семьи и воспитании детей. 

Награждение лиц, указанных в абзаце первом настоящего Статута, орденом «Родительская слава» производится по достижении последним ребёнком возраста трех лет и при наличии в живых остальных детей, за исключением случаев, предусмотренных настоящим Статутом. 

При награждении орденом «Родительская слава» учитываются дети, погибшие или пропавшие без вести при защите Отечества

1. 
2. 